# Lebanese Broadcasting Corporation International
Die Lebanese Broadcasting Corporation International, auch als LBCI bekannt, wurde im August 1985 als die erste private Fernsehstation im Libanon gegründet. Die Station begann 1996 international zu senden, als der Satellitenkanal LBC Al Fadi’ya Al Lubnaniya in Betrieb ging, der den Nahen Osten abdeckt. Inzwischen werden auch Europa, Nordamerika und Australien bedient. Wie viele andere libanesische Sender hat die LBC eine konfessionelle Ausrichtung. Sie vertritt die hauptsächlich maronitische politische Rechte.

## Geschichte
Die Lebanese Broadcasting Corporation (LBC) startete ihren Sendebetrieb in arabischer Sprache am 23. August 1985 unter schwierigen Umständen. Der libanesische Bürgerkrieg war damals in seinem zehnten Jahr und die Lösung des Konflikts war noch fern.
Nach fünf Jahren des Erfolgs und der öffentlichen Anerkennung stand die LBC einer Herausforderung gegenüber, als 1989 der Oberbefehlshaber der libanesischen Armee, General Michel Aoun, den Befreiungskrieg erklärte. Die LBC-Einrichtungen wurden regelmäßig über sechs Monate hinweg mit Artilleriegranaten beschossen. Während dieser Zeit verlegte das Personal die Einrichtung in den Keller des Gebäudes, wo auch die Büros eingerichtet wurden.
Die nächste Herausforderung stellte sich 1990, als erneut heftige Kämpfe aufflammten. Die LBC-Büros wurden vom Artilleriefeuer getroffen. Ein Kameramann starb. 
Ein neuerlicher Test war dann der 23. Juli 1992, als die libanesische Regierung ohne Vorwarnung die LBC zwang, die Einrichtungen in Jounieh zu verlassen. 
Innerhalb eines Tages wurde der komplette Sender zu seinem neuen Sitz in Adma gebracht. 
Als das Ende des Bürgerkrieges kam, entstanden für den inzwischen in LBC International umbenannten Sender neue Möglichkeiten. Nach dem Start von LBCSAT, einem freien Satellitenkanal im April 1996, stellte sich der Erfolg in der arabischen Welt ein und ab Januar 1997 sendete LBCSAT täglich 22 Stunden und rangierte im Nahen Osten auf dem ersten Platz.
Kurz darauf wurden innerhalb von drei Monaten die verschlüsselten Kanäle LBC Europe, LBC America und LBC Australia gestartet. LBC Europe sendet heute 16 Stunden täglich, die beiden anderen rund um die Uhr.